# Grätz (Familienname)
Grätz bzw. Graetz ist ein deutscher Familienname.

## Herkunft und Bedeutung
Der Name leitet sich als Wohnstättenname von der Ortsbezeichnung Gradec ab. Das in der deutschen Sprache verwendete Grätz bezieht sich auf das slawische Wort Gradec, eine eingefriedete Fläche oder kleine Burg. Auch die in der Steiermark in Österreich liegende Stadt Graz hat die gleiche Wortwurzel.
Folgende Bezeichnungen sind urkundlich belegt – vorangestellt das Jahr der Erstellung:
1091 Grez,
1150 Graze,
1152 Grece,
1182 Graece,
1233 Gretz,
1308 Graecz und Gretze,
1313 Gretza.
In Schlesien weist Hans Bahlow folgende Urkundeneinträge aus:
1350 Grecz super Albea (Elbe) – ist die Stadt Königgrätz (Hradec),
1352 Gunczelinus Grez faber,
1355 Stephan von Grecz Glatz,
1372 Nitsche von Grecz in Liegnitz,
1427 Nickel Grecz de Camencz Görlitz,
1443 Niclas Gretzer Glatz.
Auch bei Krnov (früher) Jägerndorf in Tschechien gibt es ein Schloss Grätz.
Auch bei Krnov, früher auch Jägerndorf, in Tschechien gibt es ein Schloss Grätz.

## Namensträger
- Alfred I. zu Windisch-Graetz (1787–1862), österreichischer Feldmarschall
- Alfred II. zu Windisch-Grätz (1819–1876), General in der österreichischen Armee
- Alfred III. zu Windisch-Grätz (1851–1927), österreichischer Politiker
- Annalena Grätz (* 1997), deutsche Volleyballspielerin
- Carl Mayr-Graetz (1850–1929), österreichischer Maler
- Elli Graetz (* 1947), deutsche Malerin und Grafikerin
- Ernst Friedrich von Windisch-Graetz (1670–1727), deutscher Politiker und Diplomat
- Friedrich Graetz (1842–1912), deutscher Illustrator und Karikaturist
- Georg Friedrich Grätz (Fritz Grätz; 1875–1915), deutscher Maler und Illustrator
- Gidon Graetz (1929–2025), israelischer Bildhauer
- Gottlieb von Windisch-Graetz (1630–1695), deutscher Politiker und Diplomat
- Heinrich Graetz (1817–1891), deutscher Historiker
- Ina Grätz (* 1983), deutsche Kunsthistorikerin und Kuratorin
- Joseph Graetz (Musiker) (1760–1826), deutscher Organist, Komponist und Musikpädagoge
- Joseph-Niklas zu Windisch-Graetz (1744–1802), österreichischer Dienstkämmerer der Erzherzogin Marie Antoinette
- Jürgen Graetz (* 1943), deutscher Fotograf
- Karl Julius Grätz (1843–1912), deutscher Maler
- Leo Graetz (1856–1941), deutscher Physiker
- Leopold Johann Victorin von Windisch-Graetz (1686–1746), deutscher Diplomat und Kämmerer
- Ludwig zu Windisch-Graetz (1882–1968), ungarischer Politiker, Minister und Agent
- Manfred Grätz (General) (* 1935), deutscher General und Politiker
- Manfred Grätz (Politiker, I), deutscher Jugendfunktionär und Politiker, MdV
- Manfred Graetz (Politiker, 1946) (* 1946), deutscher Politiker (CDU), Landrat von Döbeln
- Max Graetz (1861–1936), deutscher Metallwarenfabrikant und Erfinder
- Michaela Windisch-Graetz (* 1967), österreichische Rechtswissenschaftlerin
- Otto zu Windisch-Graetz (1873–1952), österreichischer Adliger
- Paul Graetz (Offizier) (1875–1968), deutscher Offizier
- Paul Graetz, Pseudonym von Rudolf Lindau (Politiker) (1888–1977), deutscher Politiker (KPD, SED) und Historiker
- Paul Graetz (Kabarettist) (1889–1937), deutscher Schauspieler
- Paul Graetz (Filmproduzent) (1899–1966), deutsch-US-amerikanischer Filmproduzent
- Peter Graetz (* 1944), deutscher Schriftsteller und Theaterwissenschaftler
- Purnima Grätz (* 2007), deutsche Kinderdarstellerin
- Reinhard Grätz (* 1940), deutscher Keramikingenieur und Politiker (SPD)
- René Graetz (1908–1974), Bildhauer und Maler
- Ronald Grätz (* 1958), deutscher Germanist und Kulturmanager
- Rudi Graetz (1907–1977), deutscher Esperantist und Diplomat
- Rudolf Graetz (1923–1996), deutscher Jazz- und Unterhaltungsmusiker
- Sebastian Grätz (* 1964), deutscher Theologe
- Theodor Grätz (1859–1947), deutscher Maler und Illustrator
- Wolfgang Graetz (1926–1999), deutscher Schriftsteller und Hörspiel- und Fernsehautor

## Varianten
- Gratz, Gratzl – dort zu den Namensträgern